# ريان بيرسون (كرة سلة)
ريان بيرسون (بالإنجليزية: Ryan Pearson)‏ مواليد 27 فبراير 1990 في كوينز، هو لاعب كرة سلة أمريكي. بدأ مسيرته الاحترافية في سنة 2012. يلعب حاليا مع فريق لو مان سارت باسكت في الدوري الفرنسي لكرة السلة الدرجة الأولى. يحمل الرقم 24. يبلغ طوله 6 قدم 6 بوصة (2.0 م).

## روابط خارجية
- ريان بيرسون على موقع كرة السلة الأوروبية.كوم (الإنجليزية)
- ريان بيرسون على موقع DraftExpress.com (الإنجليزية)
- ريان بيرسون على موقع كلية كرة السلة في سبورتس رفرنس.كوم (الإنجليزية)
- ريان بيرسون على موقع ريلجم (الإنجليزية)
- ريان بيرسون على موقع بروبوليرز (الإنجليزية)
- ريان بيرسون على موقع سبورتس رفرنس (الإنجليزية)